# Промені в склі
«Промені в склі» (латис. «Stari stiklā») — радянський художній фільм режисера Иманта Кренбергса. Знятий на Ризькій кіностудії в 1969 році.

## Сюжет
Головна героїня — Ася Рітума — працює на скляному заводі в робітничій їдальні. За підтримки друзів вона наважується круто змінити своє життя і йде ученицею в цех художнього скла. Улдіс Рітумс, чоловік Асі — майстер-обробник, кандидат на посаду начальника цеху — поступово відходить від давніх друзів, думає тільки про майбутню кар'єру. Він проти подібного рішення дружини. Накопичені взаємні образи закінчуються розлученням. Ася закохується в свого колегу Валтера, в минулому талановитого художника, який давно не торкався до полотна, проте мріє почати все заново. Його колишня однокурсниця Ірис пам'ятає ті дні, коли Валтера вважали найперспективнішим студентом. Той знову береться за пензель, але незабаром розуміє, що талант пішов.

## У ролях
- Ліліта Озоліня — Ася Ритума
- Вія Артмане — Іріс
- Улдіс Думпіс — Улдіс Рітумс
- Гунарс Цилінскіс — Валтерс Апс
- Егонс Бесеріс — Жаніс
- Антра Лієдскалниня — Віра
- Вайроніс Яканс — професор Штраль
- Карп Клетнієкс — дядько Рітумс
- Яніс Кубіліс — директор заводу
- Хелена Романова — робітниця

## Знімальна група
- Автор сценарію: Лія Брідака
- Режисер-постановник: Імантс Кренбергс
- Оператор-постановник: Маріс Рудзітіс
- Композитор: Ромуалдс Калсонс
- Художник-постановник: Улдіс Паузерс
- Звукооператор: Ігор Яковлєв
- Режисер: Болеслав Ружс
- Оператор: Модріс Реснайс
- Монтажер: Еріка Мешковська
- Редактор: Ольга Лісовська
- Директор: Г. Блументал
- Художній керівник: Самсон Самсонов